# Ditrichum submersum
Ditrichum submersum är en bladmossart som beskrevs av Jules Cardot och Theodor Carl Karl Julius Herzog 1916. Ditrichum submersum ingår i släktet grusmossor, och familjen Ditrichaceae. Inga underarter finns listade i Catalogue of Life.